# James Gregory

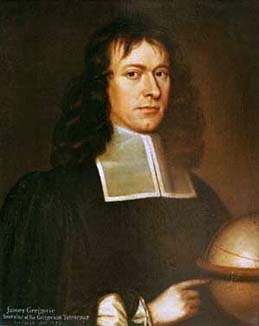
James Gregory
(1638-1675)

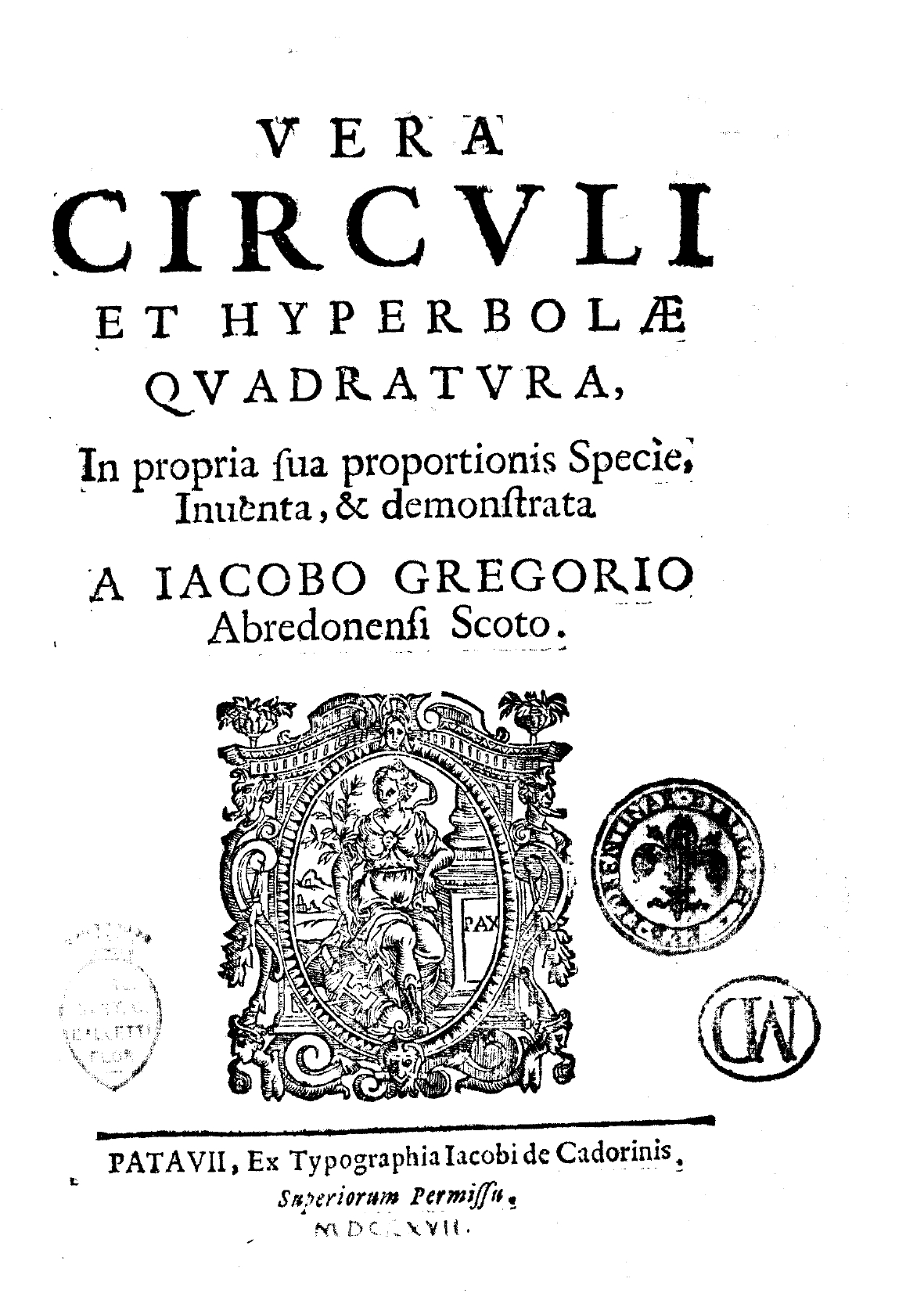
Vera circuli et hyperbolae quadratura, 1667

James Gregory (ur. w listopadzie 1638 w Drumoak koło Aberdeen, zm. w październiku 1675 w Edynburgu) – szkocki astronom i matematyk.

## Dorobek naukowy

### Matematyka
Uznawany za jednego z najważniejszych matematyków XVII wieku. Odkrył, że funkcję rzeczywistą można przybliżać wielomianem zależnym od jej kolejnych pochodnych oraz dążącej do zera reszty. Dziś ta właściwość znana jest jako rozwinięcie funkcji za pomocą wzoru Taylora. Do analizy matematycznej wprowadził też pojęcie zbieżności, konkretniej szeregu zbieżnego (łac. series convergens).

### Astronomia
W 1663 roku zaprojektował i opublikował nową konstrukcję teleskopu, znaną obecnie pod nazwą teleskopu Gregory’ego.
W roku 1663 zaproponował metodę wyznaczenia paralaksy planety dolnej na podstawie pomiaru czasów tranzytu z dwóch różnych miejsc Ziemi. Metoda jego, rozwinięta i spopularyzowana przez Edmonda Halleya była używana do wyznaczenia jednostki astronomicznej z obserwacji tranzytów Wenus w XVIII i XIX wieku.

## Upamiętnienie
Jego imieniem nazwano James Gregory Telescope.